# スコット・フリー・プロダクションズ
スコット・フリー・プロダクションズ（Scott Free Productions）は、イギリスの映画製作会社。

## 概要
1970年、イギリスの映画監督リドリー・スコットと弟のトニー・スコットによって設立された。1980年に「パーシー・メイン・プロダクションズ」（Percy Main Productions）を設立。1995年に「スコット・フリー・プロダクションズ」に改名した。主にリドリー・スコットとトニー・スコットや、リドリーの息子ジェイク・スコットやルーク・スコット、娘ジョーダン・スコット監督の映画を制作している。
2012年にはフジテレビと共同で、東日本大震災から1年を経た2012年3月11日の映像の記録を人類共通の財産として共有するプロジェクト『Japan in a Day ジャパン イン ア デイ』を開始し、YouTubeに公式チャンネルを開設した。
ロンドンとロサンゼルスにオフィスを構えている。

## 主なフィルモグラフィ

### 映画
- デュエリスト/決闘者 The Duellists（1977）
- テルマ&ルイーズ Thelma & Louise（1991）
- 1492 コロンブス 1492: Conquest of Paradise（1992）
- 明日にむかって… The Browning Version（1994）
- ゆかいな天使/トラブるモンキー Monkey Trouble（1994）
- 白い嵐 White Squall（1996）
- ザ・ファン The Fan（1996）
- G.I.ジェーン G.I. Jane（1997）
- ムーンライト・ドライブ Clay Pigeons（1998）
- エネミー・オブ・アメリカ Enemy of the State（1998）
- ザ・ディレクター ［市民ケーン］の真実 RKO 281（1999）テレビ映画
- ゲット・ア・チャンス! Where the Money Is（2000）
- ラスト・デシジョン The Last Debate（2000）テレビ映画
- グラディエーター Gladiator（2000）
- ハンニバル Hannibal（2001）
- ブラックホーク・ダウン Black Hawk Down（2001）
- チャーチル/大英帝国の嵐 The Gathering Storm（2002）テレビ映画
- マッチスティック・メン Matchstick Men（2003）
- マイ・ボディガード Man on Fire（2004）
- キングダム・オブ・ヘブン Kingdom of Heaven（2005）
- イン・ハー・シューズ In Her Shoes（2005）
- ドミノ Domino（2005）
- トリスタンとイゾルデ Tristan & Isolde（2006）
- プロヴァンスの贈りもの A Good Year（2006）
- デジャヴ Déjà Vu（2006）
- ジェシー・ジェームズの暗殺 The Assassination of Jesse James by the Coward Robert Ford（2007）
- アメリカン・ギャングスター American Gangster（2007）
- ワールド・オブ・ライズ Body of Lies（2008）
- チャーチル 第二次大戦の嵐 Into the Storm（2009）テレビ映画
- サブウェイ123 激突 The Taking of Pelham 1 2 3（2009）
- 汚れなき情事 Cracks（2009）
- クリステン・スチュワート ロストガール Welcome to the Rileys（2010）
- 僕の大切な人と、そのクソガキ Cyrus（2010）
- ロビン・フッド Robin Hood（2010）
- 特攻野郎Aチーム THE MOVIE The A-Team（2010）
- アンストッパブル Unstoppable（2010）
- LIFE IN A DAY 地球上のある一日の物語 Life in a Day（2011）
- THE GREY 凍える太陽 The Grey（2011）
- プロメテウス Prometheus（2012）
- ザ・イースト The East（2013）
- イノセント・ガーデン Stoker（2013）
- ビトレイヤー Welcome to the Punch（2013）
- リンカーンを殺した男 Killing Lincoln（2013）テレビ映画
- ケネディ大統領を殺した男 Killing Kennedy（2013）テレビ映画
- 悪の法則 The Counselor（2013）
- ファーナス/訣別の朝 Out of the Furnace（2013）
- リピーテッド Before I Go to Sleep（2014）
- エクソダス:神と王 Exodus:Gods and Kings（2014）
- ゲット・サンタ! 聖なる夜の脱獄大作戦 Get Santa（2014）
- チャイルド44 森に消えた子供たち Child 44（2015）
- ロスト・エモーション Equals（2015）
- オデッセイ The Martian（2015）
- コンカッション Concussion（2015）
- モーガン プロトタイプL-9 Morgan（2016）
- 私とあなたのオープンな関係 Newness（2017）
- エイリアン: コヴェナント Alien: Covenant（2017）
- 2036: ネクサス・ドーン 2036: Nexus Dawn（2017）
- 2048: ノーウェア・トゥ・ラン 2048: Nowhere to Run（2017）
- ブレードランナー 2049 Blade Runner 2049（2017）
- ザ・シークレットマン Mark Felt: The Man Who Brought Down the White House（2017）
- オリエント急行殺人事件 Murder on the Orient Express（2017）
- ゲティ家の身代金 All the Money in the World（2017）
- マインドホーン Mindhorn（2017）
- ホンモノの気持ち Zoe（2018）
- シングルマザー ブリジットを探して American Woman（2018）
- モーガン夫人の秘密 The Aftermath（2019）
- Our Friend/アワー・フレンド Our Friend（2019）
- ジャングルランド Jungleland（2019）
- アースクエイクバード Earthquake Bird（2019）
- 最後の決闘裁判 The Last Duel（2021）
- ハウス・オブ・グッチ House of Gucci（2021）
- ナイル殺人事件 Death on the Nile（2022）
- ボストン・キラー 消えた絞殺魔 Boston Strangler（2023）
- 名探偵ポアロ:ベネチアの亡霊 A Haunting in Venice（2023）
- ナポレオン Napoleon（2023）

### テレビドラマ
- ザ・ハンガー The Hunger（1997–2000）
- NUMBERS 天才数学者の事件ファイル Numb3rs（2005–2010）
- CIA ザ・カンパニー The Company（2007）ミニシリーズ
- アンドロメダ・ストレイン The Andromeda Strain（2008）ミニシリーズ
- グッド・ワイフ The Good Wife（2009–2016）
- ダークエイジ・ロマン 大聖堂 The Pillars of the Earth（2010）ミニシリーズ
- 昏睡病棟-COMA- Coma（2012）ミニシリーズ
- ラビリンス Labyrinth（2012）ミニシリーズ
- クロンダイク・ゴールドラッシュ Klondike（2014）ミニシリーズ
- 高い城の男 The Man in the High Castle（2015）
- ブレイン・デッド BrainDead（2016）
- マンション・ハウス・ホスピタル Mercy Street（2016–2017）
- TABOO Taboo（2017–）
- グッド・ファイト The Good Fight（2017–）
- レイズド・バイ・ウルヴス/神なき惑星 Raised by Wolves（2020）